# 159 (číslo)
Sto padesát devět je přirozené číslo, které následuje po čísle sto padesát osm a předchází číslu sto šedesát. Římskými číslicemi se zapisuje CLIX. Stopadesátým devátým dnem kalendářního roku je 8. červen (v přestupném roce 7. červen).

## Chemie
- 159 je neutronové číslo druhého nejstabilnějšího izotopu mendelevia a nukleonové číslo jediného přírodního izotopu terbia.[1]

## Matematika
- příznivé číslo
- nešťastné číslo

- součet tří po sobě jdoucích prvočísel (47 + 53 + 59)

## Doprava
Silnice II/159 je česká silnice II. třídy vedoucí na trase I/20 – Albrechtice nad Vltavou – Týn nad Vltavou – Hodětín – Dráchov

## Astronomie
- 159 Aemilia je planetka hlavního pásu.
- 159P/LONEOS je periodická kometa ve Sluneční soustavě.

## Roky
- 159
- 159 př. n. l.

## Ostatní
- Číslo 159 má v národním pokédexu Croconaw.